# Ornement courant
Un ornement courant, en architecture, désigne un type d'ornement composé d'un même motif ou de plusieurs motifs répétés, notamment en alternance. Les denticules, les dents-de-scie, les festons et les godrons sont des ornements courants.